# رژه سیاه (ترانه)
 «رژه سیاه» (به انگلیسی: Black Parade) ترانه ای از خواننده آمریکایی بیانسه است. این ترانه در ۱۹ ژوئن سال ۲۰۲۰ منتشر شد و همچنین به عنوان جونتینت، که از بزرگداشت پایان برده داری در ایالات متحده یاد می‌کند و سرچشمه آن زونلز در ایالت تگزاس بود، منتشر شد. در پی اعتراضات جورج فلوید، این ترانه به عنوان یک جشن فرهنگ سیاه و حمایت از فعالیت‌های سیاه در یاد شده‌است. کلیه درآمد حاصل از این ترانه از صندوق تأثیر کسب و کار مشکی BeyGOOD، که به مشاغل کوچک صاحب سیاه نیازمند کمک می‌کند، سود می‌برد.